# Marie-Noëlle Agniau
« Agniau » redirige ici. Pour l’article homophone, voir Agneau.
Marie-Noëlle Agniau, née le 4 janvier 1973 à Verdun, est une poétesse française.

## Biographie
Marie-Noëlle Agniau fait sa scolarité dans différents collèges et lycées en France après avoir passé une partie de son enfance en Allemagne (Mülheim puis Vieux-Brisach), non loin de la frontière française.
Elle fait une première année (« lettres supérieures ») de classes préparatoires littéraires au lycée Gay-Lussac à Limoges puis étudie la philosophie à l'université de Poitiers où elle soutient, sous la direction de Natalie Depraz et Monique Castillo, un mémoire de maîtrise (Les Méditations cartésiennes, une approche phénoménologique de l'intersubjectivité, université de Poitiers, 1995) sur la phénoménologie de Husserl. En 1996, elle est reçue au CAPES de philosophie, après avoir été admissible à l'agrégation.
Elle « entre en écriture » l'année d'après et participe depuis à de nombreuses lectures publiques et festivals poétiques. En 1998, elle débute la rédaction quotidienne d'un carnet de bord et journal intime où sont consignées, dans le récit de la vie, notes de lecture et réflexions. Elle a produit et animé de 2002 à 2014 sur le réseau de radios chrétiennes RCF un billet philosophique et des chroniques littéraires qu'elle reprend en 2019. Depuis une vingtaine d'années, elle réalise des « livres-objets » et des carnets poétiques qu'elle destine par voie de correspondance au cercle de l'amitié. Elle pratique le mail art depuis 2020.  
Elle publie régulièrement en revue et recueil. En 2004, elle commence chez l'éditeur Yves Perrine, la « petite œuvre », vaste poème ininterrompu.
Depuis 2009, elle anime ponctuellement des ateliers d'écriture et intervient dans les écoles primaires et collèges.

### Vie privée
Elle vit en Limousin. Elle est mariée à l'écrivain et historien Laurent Bourdelas.

## Œuvres
- Mon amour est lampe d'ogre, éditions L'Arbre à paroles, Amay, Belgique, 2002
- Les moustiques dorment aussi, éditions Encres Vives, coll. « Encres Blanches », 2002
- Les petits êtres, poèmes accompagnés de vignettes de Michel-François Lavaur, auto-édition L'Œuf à la coque, Vicq-sur-Breuilh, 2003
- De ma haine de la description, j'avais oublié l'univers, la miette des petites villes, éditions L'Impertinente, 2003
- Délogée du monde, éditions L'Arbre à paroles, Amay, Belgique, 2004
- Les pieds dans l'eau, in La petite femme de chambre asiatique de Laurent Bourdelas, éditions Encres Vives, coll. « Lieu », 2004
- Faire usage du sablier, éditions Encres Vives, coll. « Encres Blanches », 2004
- Bêtises plus grosses que ton œil, éditions Contre-Allées, coll. « Côté jardin », 2004
- Plis nombreux qu'on fait, poèmes, éditions La Porte, Laon, 2004
- Boxes, éditions Gros Textes, 2005
- Il pleut sur les verrières, 1 et 2, éditions Encres Vives, coll. « Encres Blanches », 2005
- La Philosophie à l'épreuve du quotidien :
  - Tome 1, L’Harmattan, coll. « Ouverture philosophique », 2005  (ISBN 978-2747580601)
  - Tome 2, Méditations du temps présent, L’Harmattan, coll. « Ouverture philosophique », 2008 (ISBN 978-2296054233)
- Cris d'aveugle, éditions du Pont Saint-Martial, collection du Lieu-dit, 2006
- Temps bénit où fut sommeil, éditions L'Arbre à paroles, Amay, Belgique, 2006
- La Tactique des anges, L’Harmattan, Poètes des cinq continents, coll. « Espace expérimental », 2008  (ISBN 978-2296053779)
- Climat rude pour une saison philosophique, in Portraits de maîtres, ouvrage collectif dirigé par Gilbert Pons et Jean-Marc Joubert, Éditions du CNRS, 2008
- Fragmentations, poèmes, éditions La Porte, Laon, 2009
- Gilles Deleuze, par affinité élective, in Balade en Limousin, sous la direction de Georges Châtain, Éditions Alexandrines, Paris, 2009
- Faisons les morts sous la fourrure, éditions Encres Vives, coll. « Encres Blanches », 2010
- La Gomme couleur cendre, éditions La Porte, Laon, 2010
- Le Tumulte et la Faim, Journal d'une lectrice remise au monde, L'Harmattan, coll. « Écritures », 2011
- La Blessure et la Grâce, in L'Horizon poétique de Joseph Rouffanche, ouvrage collectif sous la direction d'Elodie Bouygues, éditions Pulim, Terre d'Écriture, Limoges, 2011
- Dans un corps zéro contour, éditions La Porte, Laon, 2012
- Empire de la forme humaine, 1 et 2, éditions La Porte, Laon, 2013
- Cavale, L'Harmattan, coll. « Poètes des cinq continents », 2013
- Énigme céleste, éditions La Porte, Laon, 2013
- Fille de personne, in Limousin sur grand écran, ouvrage collectif sous la direction de P. Grandcoing et M. Wilmart, éditions Culture & Patrimoine en Limousin, Limoges, 2013
- Capture, éditions Culture & Patrimoine en Limousin, coll. « Multiples », photographies de Laurent Bourdelas, préface de Pierre Bergounioux, Limoges, 2014
- Le Pays d'étincelles, éditions La Porte, 2014
- La Tunique noire de l'âme, éditions La Porte, 2015
- Atomes, éditions La Porte, 2016
- Mortels Habitants de la Terre[7], éditions L'Arbre à paroles, coll. « if », Amay, Belgique, 2016
- Le Dernier Acte des sœurs, éditions La Porte, 2017
- Le Poème correspondant, Valérie Canat de Chizy & Marie-Noëlle Agniau, éditions La Porte, 2017
- Psalmet suivi de La légèreté de l'arc et des flèches, éditions La Porte, 2018
- D'azur ou ténèbres, livre d'artiste, texte de Marie-Noëlle Agniau, artistes plasticiens Dom et Jean-Paul Ruiz, éditions Ruiz, 2018
- Les Gourmandises, poème de Marie-Noëlle Agniau, livre d'artiste en exemplaire unique (hors commerce) de Jean-Pierre Comes, 2019
- Les belles élégantes se font discrètes pour mieux vous séduire, triptyque de Marie-Noëlle Agniau, livre d'artiste en exemplaire unique (hors commerce) de Jean-Pierre Comes[8], 2019
- L'objet du livre est un songe, in Triages anthologie volume 2, avec Irina Breitenstein, Christophe Esnault, Hisashi Okuyama, Jean-Baptiste Pedini, Gaël Tanniou, Fabrice Treppoz et les estampes de Matthew Tyson, éditions Tarabuste, 2020
- Comme un chemin & autres poèmes, in Sur les chemins de l'imaginaire, livre d'artiste en exemplaire unique (hors commerce) de Jean-Pierre Comes, 2022
- Le carré de douleur, éditions Gros Textes, 2023
- There is no planet B, Mail art, catalogue et exposition virtuelle de Thierry Tillier, Croatie, 2024
- L'appui à la vie, in L'appui à la vie, Cahiers de jeunesse de Denise Bardet, 1920-1944, en compagnie de Jean Bardet, Être à Oradour à l'ombre d'un cahier, éditions Les Mots qui portent, 2024
- The Escapades, translated from French by Jesse Hover Amar, éditions World Poetry Books, 2024
- La table d'écriture, in Diérèse, revue poétique et littéraire de Daniel Martinez, numéros 90, 91, 92, 2024
- Deux petits cœurs purs, conte de Noël, création radiophonique France Bleu Limousin, Radio France, production C. Besson, voix de F. Kolski, 2024
- Fléchettes, suivi d'un hommage à l'auteur, édition "Aux dépens d'amateurs", tirage à 200 exemplaires, Impression Rivet Presse Edition, 2025
- Mail art dans les Limbes, catalogue de Thierry Tillier et exposition Galerie Jacques Cerami, Belgique, Juin 2025
- Ei-tak, in Poésie Mag, revue de poésie en ligne dirigée par Éric Dubois, Juin 2025
- Faire souche, éditions Encres Vives, coll. « Encres Blanches », Juillet 2025

## Revues
À l'index n°12/13, L'arbre à paroles n°121, Bleu d'encre n°12, Bulletin des Anciens de Gay-Lussac, 2015, 2022, 2024, Les cahiers du Sens n°30, Les cahiers Robert Margerit n°18, Comme en poésie n°16,17,18,19,26,28, Comme un terrier dans l'igloo n°74,76,80,82,84,97,98,99 et Jam-session n°94 et 96, Connaissance hellénique (revue en ligne) n°141, Contre-Allées n°13/14, Décharge n°120 et n°196, Diérèse n°16,17,21,24,28,89, Eclairs (revue en ligne de l'ALCA), novembre 2018, Friches n°75,85,109,118,131,132, Glanes n°18, Les Écrits du Nord n°39-40, Poésie terrestre Hélices n°18 et 19, Ici & là n°2, Intervention à haute voix n°31 et 41, la forge n° 4 éditions de Corlevour, Libelle, n°355,366,372, L'indicible frontière n°1, 4, 5/6, Inédit nouveau n°193, IPNS n°14, Lieu-dit numéro Le mensonge, Littérales n°1, Machines à feuilles n°26, Poésie oblique n°1,2,3,4, Poésie première n°40 et n° 90, Pollen d'azur n°28,29,30, Recours au poème n° 211 (édition/revue en ligne, novembre-décembre 2021), Rétroviseur n°90, Sitaudis (édition/revue en ligne), mars 2021,Terre à ciel des poètes (revue en ligne) Terre à ciel 2014, Thauma n°7,8, 9,10,11,12, Tombeau de ta belle n°193, Traces n°143/144 et 149, Verso n°114,119,126, Vorace (journal) n°1,2,3, Vorace (revue) n°1, 2021, World Poetry Review issue 9 (revue en ligne, 2024). 

## Anthologies
Entre deux nuits défaites, Encres Vives n°312, éditions Encres Vives, 2004, Trésors de dune, Carnets de route, éditions La chambre noire, 2005, Résonances, anthologie du Cercle de la Rotonde, éditions Mémor, 2006, De quelques (h)auteurs, L'arbre à paroles n°133-134, éditions L'arbre à paroles, 2006, Carré comme une roue de vélo, coédition L'épi de seigle et Touch d'Auge, 2006, Pas d'ici Pas d'ailleurs, anthologie francophone de voix féminines contemporaines, éditions Voix d'encre, 2012, Pages en friches, Friches n°114-114 bis, 2013, Vibrations en partage, éditions La porte des poètes - Théâtre d'Aurillac, 2014, Anthologie progressive (en ligne), Poésie en liberté, 2016, Anthologie portative des poètes et chanteurs du festival de Concèze, éditions Comme en poésie, 2017, Duos, 118 jeunes poètes de langue française, Bacchanales n°59, éditions Maison de la poésie Rhône-Alpes, 2018, Quel temps ! 67 poètes d'aujourd'hui écrivent sur le climat, édition Unicité, 2023, L'Athanor des poètes, édition Le Nouvel Athanor, 2023, C'est Sport, 49 poètes d'aujourd'hui écrivent sur le sport, éditions Unicité, 2024.   

## Scène(s)
- Août 2003, lecture-rencontre au jardin de la Muse à l'occasion du festival "Les Littorales" à Port-Louis (Morbihan).
- 16 juin 2006, "Carte blanche à Marie-Noëlle Agniau" au Salon de la revue francophone organisée par L'Indicible Frontière, Limoges.
- En mars 2010, Laurent Bourdelas met en scène Boxes au Théâtre de La Passerelle à Limoges. Spectacle ayant reçu le label Sélection nationale du Printemps des poètes. Reprise en mars 2011. Interprétation par Nathalie Quillard (prix de la Ville de Limoges pour ce rôle) et création optophonique Quae cum ita sint, epilogue for Boxes, video and sounds by Wild Shores, 2014.
- Auteur associé au Bottom Théâtre de Tulle, elle participe en décembre 2016 à la manifestation Ouvrez les guillemets[9].
- Invitée à "La Capitainerie des langues" au théâtre de L'Union à Limoges, le 29 mars 2018.
- Soirée Marie-Noëlle Agniau au Théâtre de La Passerelle à Limoges, avec l'auteur et le Bottom théâtre, le vendredi 6 avril 2018.
- Invitée à lire ses oeuvres au Printemps des poètes à Cieux (Haute-Vienne), en 2022, 2023 (lecture de D'azur ou ténèbres suivie d'un moment musical et poétique avec des réfugiées ukrainiennes[10]) et 2025 (création d'un poème collectif « Les volcans se réveillent au printemps  ».

## Critiques
« Il y a quelque chose de très physique dans cette quête inexorable que poursuit Marie-Noëlle Agniau. Elle ne laisse rien au hasard. Tout est invoqué, tout est visité, tout est vif aussi. Une écriture vigoureuse mais qui a ses violences et ses douceurs, ses émerveillements, à l'expérimentation de la vie et de la langue ». 